# Campionat d'Austràlia de ciclisme en ruta

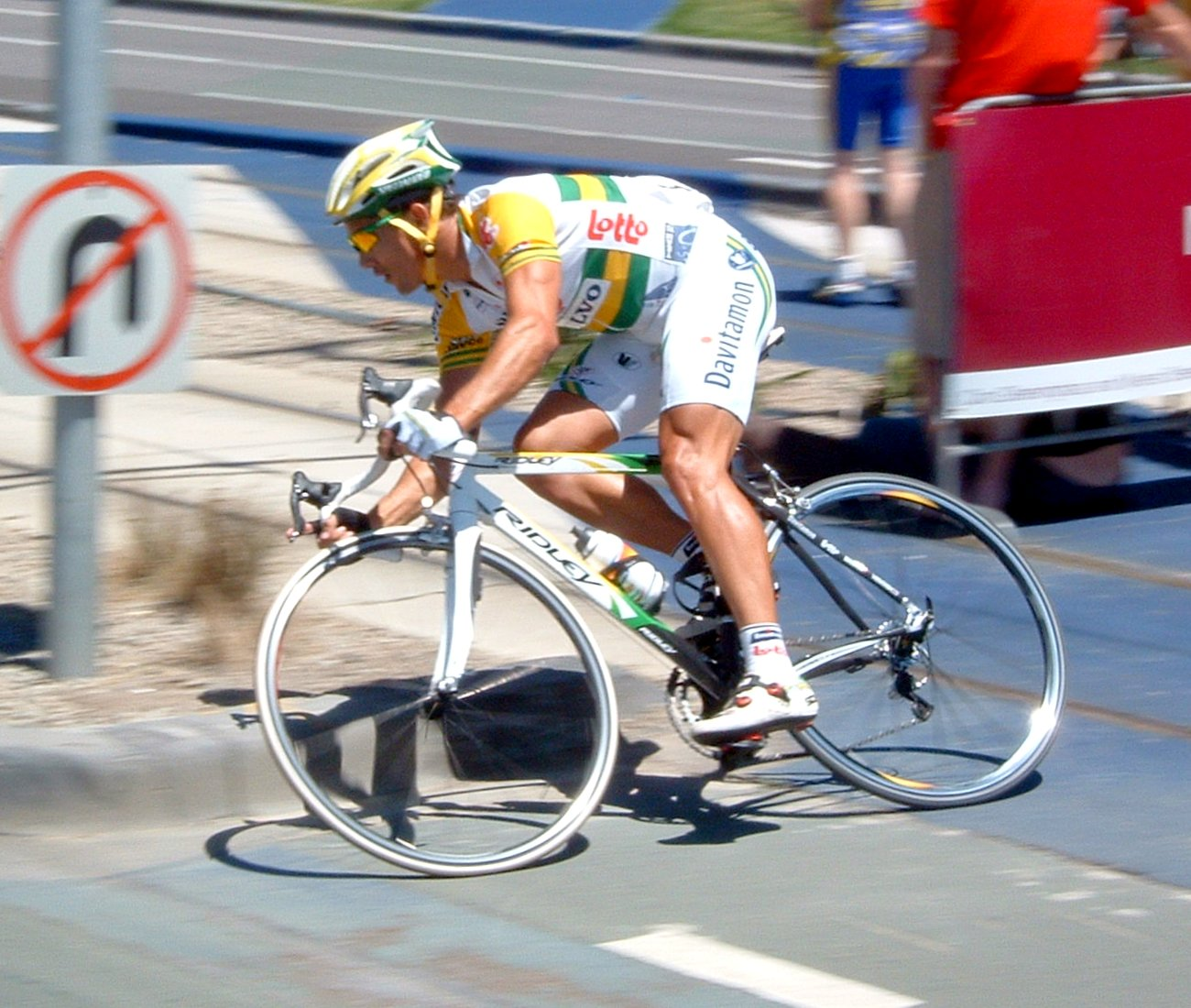
Robbie McEwen, amb el mallot de campió d'Austràlia a la Bay Cycling Classic 2006

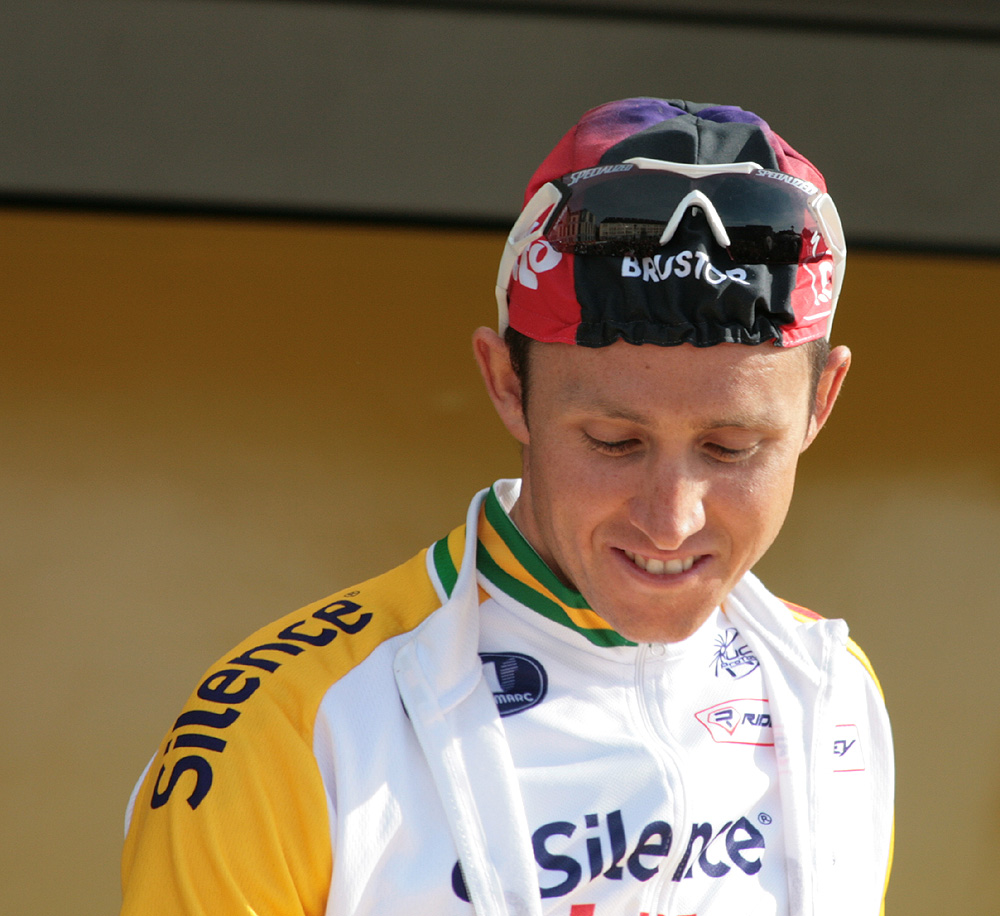
Matthew Lloyd, amb el mallot de campió d'Austràlia a la Lieja-Bastogne-Lieja de 2008

El Campionat d'Austràlia de ciclisme en ruta és una competició ciclista que serveix per a determinar el Campió d'Austràlia de ciclisme. La primera edició es disputà el 1909, però no fou fins al 1950 que es fa regularment. El títol s'atorga al vencedor d'una única carrera.
El mallot de campió d'Austràlia no està inspirat en els colors de la bandera australiana, sinó que es tracta de dues franges verdes que n'envolten una de groga.

## Palmarès masculí
| Any  | Primer              | Segon               | Tercer             |
| 1901 | Andy Ralston        | AE Nioa             | DD Alexander       |
| 1902 | HG O'Callaghan      | AE Nioa             | Andy Ralston       |
| 1903 | Jack Arnst          | Richard Arnst       | C Gee              |
| 1904 | Tom Larcombe        | J Wright            | Harold Henderson   |
| 1905 | William Hawley      | HW Viney            | C Baulderstone     |
| 1906 | H Mehrtens          | A Birch             | A Humm             |
| 1907 | Tom Larcombe        | E Birch             | MB Dobie           |
| 1908 | M Chappell          | O Pearne            | HT Munro           |
| 1909 | Iddo Munro          | Albert H. Pianto    | Thomas Gascoyne    |
| 1910 | Joe Pianto          | J McSweeney         | HC Colvin          |
| 1911 | Phil O'Shea         | Albert H. Pianto    | J Tozer            |
| 1922 | Phil O'Shea         | Don Kirkham         | LC Stevens         |
| 1923 | Phil O'Shea         | Jack J Beasley      | Ernie Bainbridge   |
| 1924 | Hubert Opperman     | Ernie Bainbridge    | TJ Robinson        |
| 1925 | Harold Smith        | Jack J Beasley      | AR White           |
| 1926 | Hubert Opperman     | Harold Smith        | George McLeod      |
| 1927 | Hubert Opperman     | Harry Watson        | Ernie Bainbridge   |
| 1929 | Hubert Opperman     | George McLeod       | Horrie Marshall    |
| 1930 | Richard Lamb        | Hubert Opperman     | Ken Ross           |
| 1931 | Matt Lynch          | Allan Oram          | Herbert Withal     |
| 1932 | Richard Lamb        | Ossie Nicholson     |                    |
| 1933 | Hefty Stuart        | Hubert Opperman     | Richard Lamb       |
| 1934 | Harry Cruise        | Harry Watson        | Richard Lamb       |
| 1935 | Clinton Beasley     | Richard Lamb        | Dean Toseland      |
| 1936 | Alan Angus          | Clinton Beasley     | Dean Toseland      |
| 1937 | Alan Angus          | Clinton Beasley     | Lloyd Thomas       |
| 1938 | Dean Toseland       | Keith Thurgood      | J Christison       |
| 1939 | Dean Toseland       | Bill Morit          | Keith Thurgood     |
| 1947 | Keith Rowley        |                     |                    |
| 1948 | Alby Barlow         | Graham Stabell      | Max Rowley         |
| 1950 | Keith Rowley        | Harold Johnson      | Stan Bonney        |
| 1951 | Vin Beasley         | G. Stabell          | Peter Anthony      |
| 1952 | Neil Peadon         | G. Stabell          | Max Rowley         |
| 1953 | Alby Saunders       | Hec Sutherland      | Neil Peadon        |
| 1954 | Eddy Smith          | Hec Sutherland      | Angelo Catalano    |
| 1955 | Eddy Smith          | Murray French       | Ronald Murray      |
| 1956 | Russell Mockridge   | Eddy Smith          | Viv Blazely        |
| 1957 | Russell Mockridge   | James Taylor        | Peter Panton       |
| 1958 | Russell Mockridge   | Peter Panton        | Barry Waddell      |
| 1959 | Fred Roche          | Sid Patterson       | John Young         |
| 1960 | Fred Roche          | John Young          | Bill Knevitt       |
| 1961 | Neville Veale       | Bill Knevitt        | Fred Roche         |
| 1962 | John O'Sullivan     | Alan McLennan       | Kerry Hoole        |
| 1963 | Warwick Dalton      | Kerry Hoole         | John Young         |
| 1964 | Barry Waddell       | Bill Lawrie         | Sid Patterson      |
| 1965 | Matt Martino        | Barry Walker        | John Young         |
| 1966 | Kerry Hoole         | Ian Campbell        | Glen Birmingham    |
| 1967 | Graeme Gilmore      | Keith Oliver, Jr.   | Kerry Hoole        |
| 1968 | Barry Waddell       | Kerry Hoole         | Keith Oliver, Jr.  |
| 1969 | Robert Whetters     | Frank Atkins        | Kerry Hoole        |
| 1970 | Graham McVilly      | Keith Oliver, Jr.   | Alan Goodchild     |
| 1971 | Graham McVilly      | Kerry Hoole         | Laurie Rogers      |
| 1972 | Kevin Spencer       | Frank Atkins        | Kerry Hoole        |
| 1973 | Kerry Hoole         | Henk Vogels         | Vic Adams          |
| 1974 | Graham Rowley       | Vic Adams           | Warren Rudd        |
| 1975 | Donald Wilson       | Bruce Hunt          | Mike Dye           |
| 1976 | Peter Besanko       | Graham McVilly      | Tony Branchflower  |
| 1977 | Donald Wilson       | John Trevorrow      |                    |
| 1978 | John Trevorrow      | Graeme Hodgkiss     | Shane Bartley      |
| 1979 | John Trevorrow      | David Allan         | Terry Hammond      |
| 1980 | John Trevorrow      | Peter Besanko       | Terry Stacey       |
| 1981 | Clyde Sefton        | John Trevorrow      | David Allan        |
| 1982 | Wayne Hildred       | Terry Hammond       | Peter Besanko      |
| 1983 | Terry Hammond       | Clyde Sefton        | Shane Sutton       |
| 1984 | Peter Besanko       | Jim Krynen          | Shane Sutton       |
| 1985 | Laurie Venn         | Murray Hall         | Wayne Nicholls     |
| 1986 | Wayne Hildred       | Michael Lynch       | Anthony Hughes     |
| 1987 | Alan Dipple         | Wayne Hildred       | Paul Miller        |
| 1988 | Paul Miller         | Michael Lynch       | Paul Rugari        |
| 1989 | Gary Clively        | Eddie Salas         | Ecott Stewart      |
| 1990 | Damian McDonald     | Edward Salas        | Malcolm Van Unen   |
| 1991 | Neil Stephens       | Peter Besanko       | Marcus Burns       |
| 1992 | David McFarlane     | Gavin Parsonage     | Tim Jamieson       |
| 1993 | Edward Salas        | Gavin Parsonage     | Peter Besanko      |
| 1994 | Allan Iacuone       | Nicolas Gates       | Scott McGrory      |
| 1995 | Neil Stephens       | Scott McGrory       | Damian Forster     |
| 1996 | Nick Gates          | Damian McDonald     | Edward Salas       |
| 1997 | Jonathan Hall       | Tristan Priem       | Steve Williams     |
| 1998 | David McKenzie      | Tom Leaper          | Edward Salas       |
| 1999 | Henk Vogels         | Stuart O'Grady      | Jamie Drew         |
| 2000 | Jamie Drew          | Jamie Drew          | Scott Sunderland   |
| 2001 | Steve Williams      | Cameron Hughes      | Matthew Wilson     |
| 2002 | Robbie McEwen       | Nathan O'Neill      | Robert Tighello    |
| 2003 | Stuart O’Grady      | Allan Davis         | Patrick Jonker     |
| 2004 | Matthew Wilson      | Robert McLachlan    | David McKenzie     |
| 2005 | Robbie McEwen       | Robert McLachlan    | Paul Crake         |
| 2006 | Russell van Hout    | Adam Hansen         | Henk Vogels        |
| 2007 | Darren Lapthorne    | Robert McLachlan    | Karl Menzies       |
| 2008 | Matthew Lloyd       | Adam Hansen         | Rory Sutherland    |
| 2009 | Peter McDonald      | Michael Rogers      | Adam Hansen        |
| 2010 | Travis Meyer        | David Kemp          | Damien Turner      |
| 2011 | Jack Bobridge       | Matthew Harley Goss | Simon Gerrans      |
| 2012 | Simon Gerrans       | Matthew Lloyd       | Richie Porte       |
| 2013 | Luke Durbridge      | Michael Matthews    | Steele von Hoff    |
| 2014 | Simon Gerrans       | Cadel Evans         | Richie Porte       |
| 2015 | Heinrich Haussler   | Caleb Ewan          | Neil Van der Ploeg |
| 2016 | Jack Bobridge       | Cameron Meyer       | Patrick Lane       |
| 2017 | Miles Scotson       | Simon Gerrans       | Nathan Haas        |
| 2018 | Alexander Edmondson | Jay McCarthy        | Chris Harper       |
| 2019 | Michael Freiberg    | Chris Harper        | Cameron Meyer      |
| 2020 | Cameron Meyer       | Lucas Hamilton      | Marcus Culey       |
| 2021 | Cameron Meyer       | Kelland O'Brien     | Scott Bowden       |
| 2022 | Luke Plapp          | James Whelan        | Brendan Johnston   |
| 2023 | Luke Plapp          | Simon Clarke        | Michael Matthews   |
| 2024 | Luke Plapp          | Chris Harper        | Kelland O'Brien    |
| 2025 | Luke Durbridge      | Luke Plapp          | Liam Walsh         |

### Palmarès sub-23
| Any  | Primer             | Segon               | Tercer                     |
| 2000 | Andrew Stalder     | Simon Gerrans       |                            |
| 2001 | Graeme Brown       | John Freiberg       |                            |
| 2002 | Simon Gerrans      | Adrian Laidler      | Allan Davis                |
| 2003 | Gene Bates         | David McPartland    | Adrian Laidler             |
| 2004 | Rory Sutherland    | William Walker      | Andrew Wyper               |
| 2005 | Christopher Sutton | William Walker      | Daniel Newnham             |
| 2006 | William Walker     | Wesley Sulzberger   | Jonathan Clarke            |
| 2007 | Wesley Sulzberger  | Cameron Meyer       | Simon Clarke               |
| 2008 | Simon Clarke       | Matt King           | Mark O'Brien               |
| 2009 | Jack Bobridge      | Michael Matthews    | Mark O'Brien               |
| 2010 | Michael Hepburn    | Malcolm Rudolph     | Michael Matthews           |
| 2011 | Ben Dyball         | Nathan Haas         | Joseph Lewis               |
| 2012 | Rohan Dennis       | Eric Sheppard       | Calvin Watson              |
| 2013 | Jordan Kerby       | Damien Howson       | Jack Haig                  |
| 2014 | Caleb Ewan         | Robert Power        | Bradley Linfield           |
| 2015 | Miles Scotson      | Alexander Edmondson | Alistair Donohoe           |
| 2016 | Chris Hamilton     | Lucas Hamilton      | Miles Scotson              |
| 2017 | Samuel Jenner      | Alexander Porter    | Lucas Hamilton             |
| 2018 | Cyrus Monk         | James Whelan        | Michael Potter             |
| 2019 | Nicholas White     | Michael Potter      | Samuel Jenner              |
| 2020 | Jarrad Drizners    | Sebastian Berwick   | Alastair Christie-Johnston |
| 2021 | Thomas Benton      | Rudy Porter         | Carter Turnbull            |
| 2022 | Blake Quick        | Matthew Dinham      | Tristan Saunders           |
| 2023 | Alastair Mackellar | Brady Gilmore       | Alex Bogna                 |
| 2024 | Fergus Browning    | Matthew Greenwood   | Matthew Fox                |
| 2025 | Julian Baudry      | Fergus Browning     | Jack Clark                 |

## Palmarès femení
| Any  | Vencedor            | Segon                   | Tercer              |
| ---- | ------------------- | ----------------------- | ------------------- |
| 1978 | Linda Meadows       |                         |                     |
| 1979 | Linda Meadows       | Barbara Eason           | Sue Dennis          |
| 1980 | Jenny Quaife        |                         |                     |
| 1981 | Heather Kelson      | Elizabeth Battle        | Vicky Carne         |
| 1982 | Siân Mulholland     | Michelle Robins         | Vicky Carne         |
| 1983 | Julie Speight       |                         |                     |
| 1984 | Robyn Battison      | Kathleen Shannon        | Deborah De Jongh    |
| 1985 | Kathleen Shannon    | Robyn Battison          | Wendy McKay         |
| 1986 | Kathleen Shannon    | Elizabeth Hepple        | Robyn Battison      |
| 1987 | Deborah Kinnear     | Kathryn Watt            | Jacqui Uttien       |
| 1988 | Deborah Kinnear     | Kathleen Shannon        | Kathryn Watt        |
| 1989 | Jane Smith-Slack    | Kathleen Shannon        | Jennifer Hall       |
| 1990 | Kathleen Shannon    | Jacqui Uttien           | Donna Rae-Szalinski |
| 1991 | Kathleen Shannon    | Margaret Henderson      | Jacqui Uttien       |
| 1992 | Kathryn Watt        | Anna Wilson             | Anita Crossley      |
| 1993 | Kathryn Watt        | Anita Crossley          | Cathy Reardon       |
| 1994 | Kathryn Watt        | Cathy Reardon           | Anna Wilson         |
| 1995 | Elizabeth Tadich    | Charlotte White-Pordham | Tracey Gaudry       |
| 1996 | Lynn Nixon          | Kathryn Watt            | Anna Wilson         |
| 1997 | Symenko Jochinke    | Anna Wilson             | Bridget Evans       |
| 1998 | Kathryn Watt        | Anna Wilson             | Elizabeth Tadich    |
| 1999 | Tracey Gaudry       | Kathryn Watt            | Alison Wright       |
| 2000 | Anna Wilson         | Alison Wright           | Tracey Gaudry       |
| 2001 | Katie Mactier       | Elizabeth Tadich        | Margaret Hemsley    |
| 2002 | Margaret Hemsley    | Hayley Rutherford       | Emma James          |
| 2003 | Olivia Gollan       | Oenone Wood             | Kym Shirley         |
| 2004 | Oenone Wood         | Claire Baxter           | Sara Carrigan       |
| 2005 | Lorian Graham       | Sara Carrigan           | Bridget Evans       |
| 2006 | Katherine Bates     | Sara Carrigan           | Oenone Wood         |
| 2007 | Katie Mactier       | Nikki Egyed             | Emma Rickards       |
| 2008 | Oenone Wood         | Sharon Laws             | Sara Carrigan       |
| 2009 | Carla Ryan          | Ruth Corset             | Nikki Egyed         |
| 2010 | Ruth Corset         | Bridie O'Donnell        | Rachel Neylan       |
| 2011 | Alexis Rhodes       | Carla Ryan              | Joanne Hogan        |
| 2012 | Amanda Spratt       | Tiffany Cromwell        | Rachel Neylan       |
| 2013 | Gracie Elvin        | Joanne Hogan            | Carla Ryan          |
| 2014 | Gracie Elvin        | Lauren Kitchen          | Katrin Garfoot      |
| 2015 | Peta Mullens        | Rachel Neylan           | Shara Gillow        |
| 2016 | Amanda Spratt       | Ruth Corset             | Rachel Neylan       |
| 2017 | Katrin Garfoot      | Amanda Spratt           | Lucy Kennedy        |
| 2018 | Shannon Malseed     | Lauren Kitchen          | Grace Brown         |
| 2019 | Sarah Gigante       | Amanda Spratt           | Sarah Roy           |
| 2020 | Amanda Spratt       | Justine Barrow          | Grace Brown         |
| 2021 | Sarah Roy           | Grace Brown             | Lauretta Hanson     |
| 2022 | Nicole Frain        | Grace Brown             | Ruby Roseman-Gannon |
| 2023 | Brodie Chapman      | Grace Brown             | Amanda Spratt       |
| 2024 | Ruby Roseman-Gannon | Lauretta Hanson         | Alexandra Manly     |
| 2025 | Lucinda Stewart     | Ella Simpson            | Cassia Boglio       |